# Ásványráró, Győr-Moson-Sopron
Ásványráró  este un sat în districtul Mosonmagyaróvár, județul Győr-Moson-Sopron, Ungaria, având o populație de 1.886 de locuitori (2011). 

## Demografie
Componența etnică a satului Ásványráró
     Maghiari (97,21%)
     Germani (1,92%)
     Necunoscut (0,43%)
     Alții (0,43%)
Componența confesională a satului Ásványráró
     Romano-catolici (66,97%)
     Fără religie (4,03%)
     Reformați (2,17%)
     Luterani (1,01%)
     Necunoscută (25,08%)
     Alte religii (0,74%)
Conform recensământului din 2011, satul Ásványráró avea 1.886 de locuitori. Din punct de vedere etnic, majoritatea locuitorilor (97,21%) erau maghiari, cu o minoritate de germani (1,92%). Apartenența etnică nu este cunoscută în cazul a 0,43% din locuitori.  Din punct de vedere confesional, majoritatea locuitorilor (66,97%) erau romano-catolici, existând și minorități de persoane fără religie (4,03%), reformați (2,17%) și luterani (1,01%). Pentru 25,08% din locuitori nu este cunoscută apartenența confesională.